# Caglio
"Caj" chuyển hướng tới đây. Xem từ viết tắt ở CAJ.
Caglio (Caj trong tiếng Lombard) là một đô thị ở tỉnh Como trong vùng Lombardia, có cự ly khoảng 45 km về phía bắc của Milano và khoảng 13 km về phía đông bắc của Como. Tại thời điểm ngày 31 tháng 12 năm 2004, đô thị này có dân số 404 người và diện tích là 6,5 km².
Caglio giáp các đô thị: Asso, Caslino d'Erba, Faggeto Lario, Nesso, Rezzago, Sormano.